# Riotuerto
Riotuerto är en kommun i Spanien. Den ligger i den autonoma regionen Kantabrien i norra delen av landet, 300 km norr om huvudstaden Madrid. Antalet invånare är 1 675 (2024). Arean är 30,40 kvadratkilometer.